# Sund, Färöarna
Sund är en liten by på Färöarna, belägen vid Kaldbaksfjørður på ön Streymoys östkust, strax norr om huvudstaden Torshamn. Orten har fått sitt namn från det sund som skiljer öarna Streymoy och Eysturoy åt. Sund har administrativt tillhört Torshamns kommun sedan 1977. Vid folkräkningen 2015 hade orten två invånare.
Sund består av endast ett gårdsbruk, och nämndes första gången 1584. Som mest har 20 personer varit bosatta på orten, men det har dock alltid funnits endast en gård. Idag har man ett dieseldrivet elkraftverk i orten, samt anlagt en hamn som kan ta emot större skepp för att avlasta hamnen i huvudstaden Torshamn. Hamnen blev dock ingen succé och används idag endast av mindre fiskebåtar.

## Befolkningsutveckling
| Befolkningsutvecklingen i Sund 1985–2015 | Befolkningsutvecklingen i Sund 1985–2015 | Befolkningsutvecklingen i Sund 1985–2015 | Befolkningsutvecklingen i Sund 1985–2015 | Befolkningsutvecklingen i Sund 1985–2015 |
| ---------------------------------------- | ---------------------------------------- | ---------------------------------------- | ---------------------------------------- | ---------------------------------------- |
|                                          |                                          |                                          |                                          |                                          |
| År                                       |                                          |                                          | Folkmängd                                |                                          |
| 1985                                     | 1985                                     |                                          | 4                                        |                                          |
| 1990                                     | 1990                                     |                                          | 4                                        |                                          |
| 1995                                     | 1995                                     |                                          | 3                                        |                                          |
| 2000                                     | 2000                                     |                                          | 3                                        |                                          |
| 2005                                     | 2005                                     |                                          | 3                                        |                                          |
| 2010                                     | 2010                                     |                                          | 2                                        |                                          |
| 2015                                     | 2015                                     |                                          | 2                                        |                                          |
|                                          |                                          |                                          |                                          |                                          |